# Tate St Ives

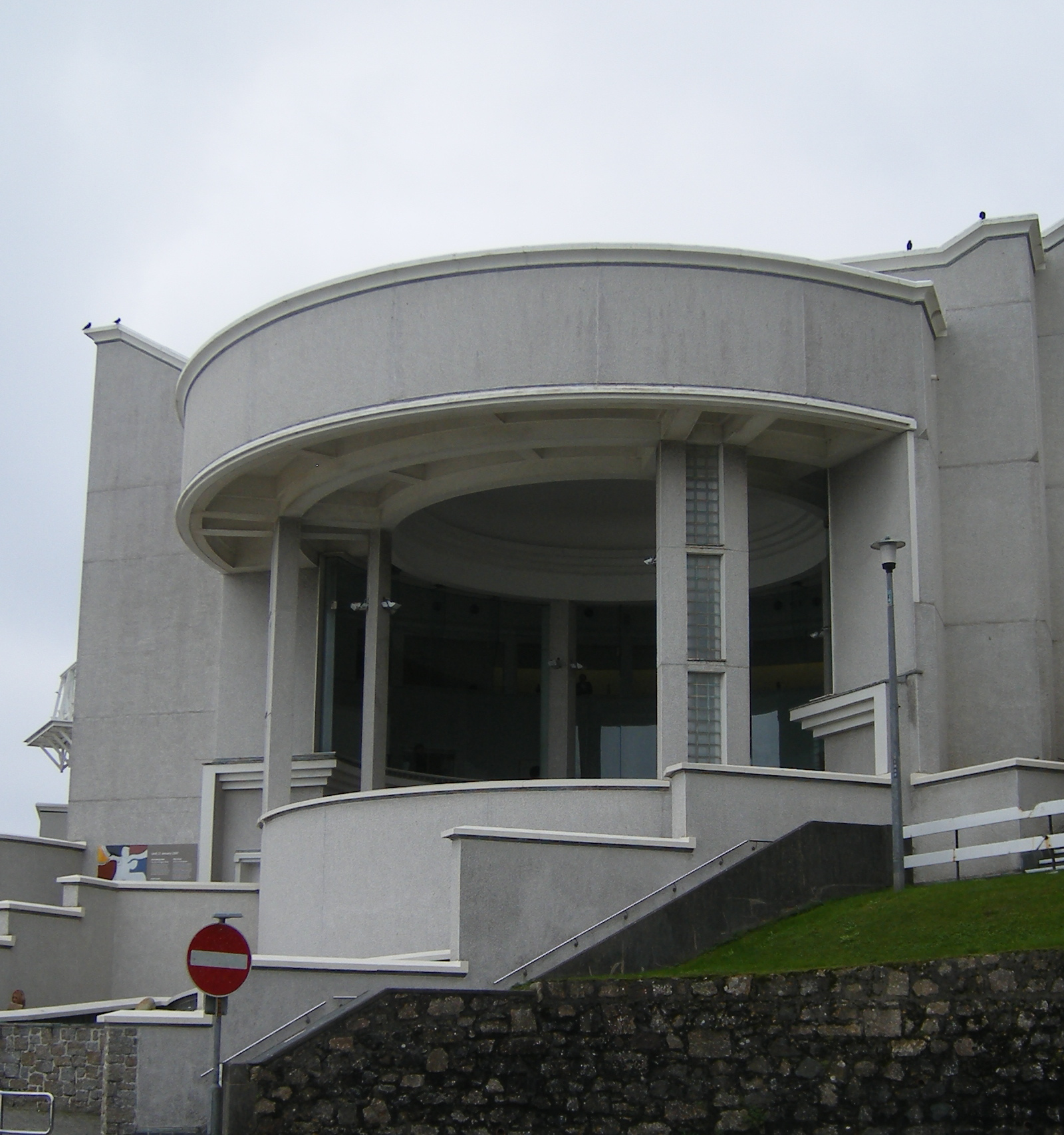
Tate St Ives (exterieur)

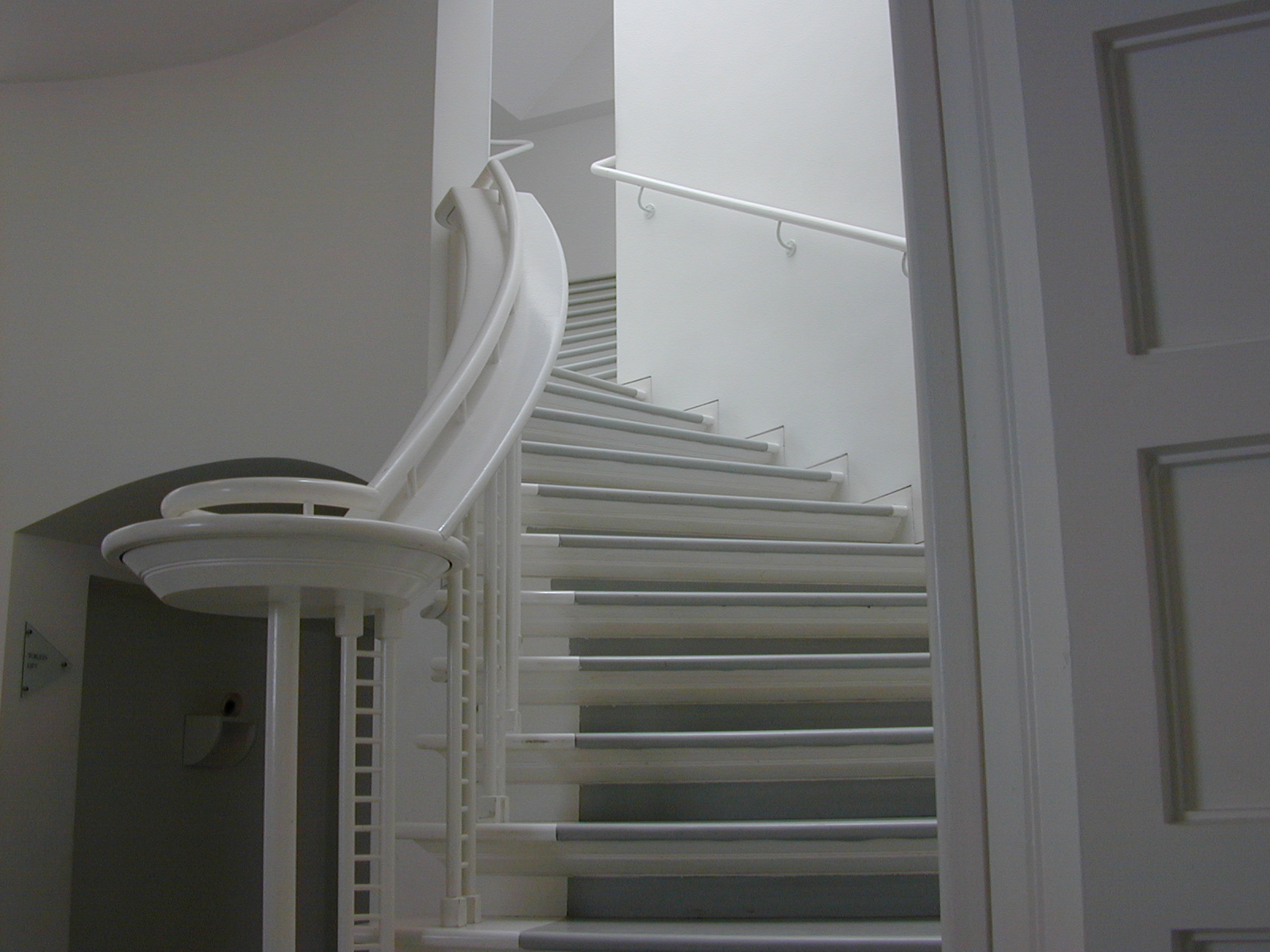
Art-decotrap

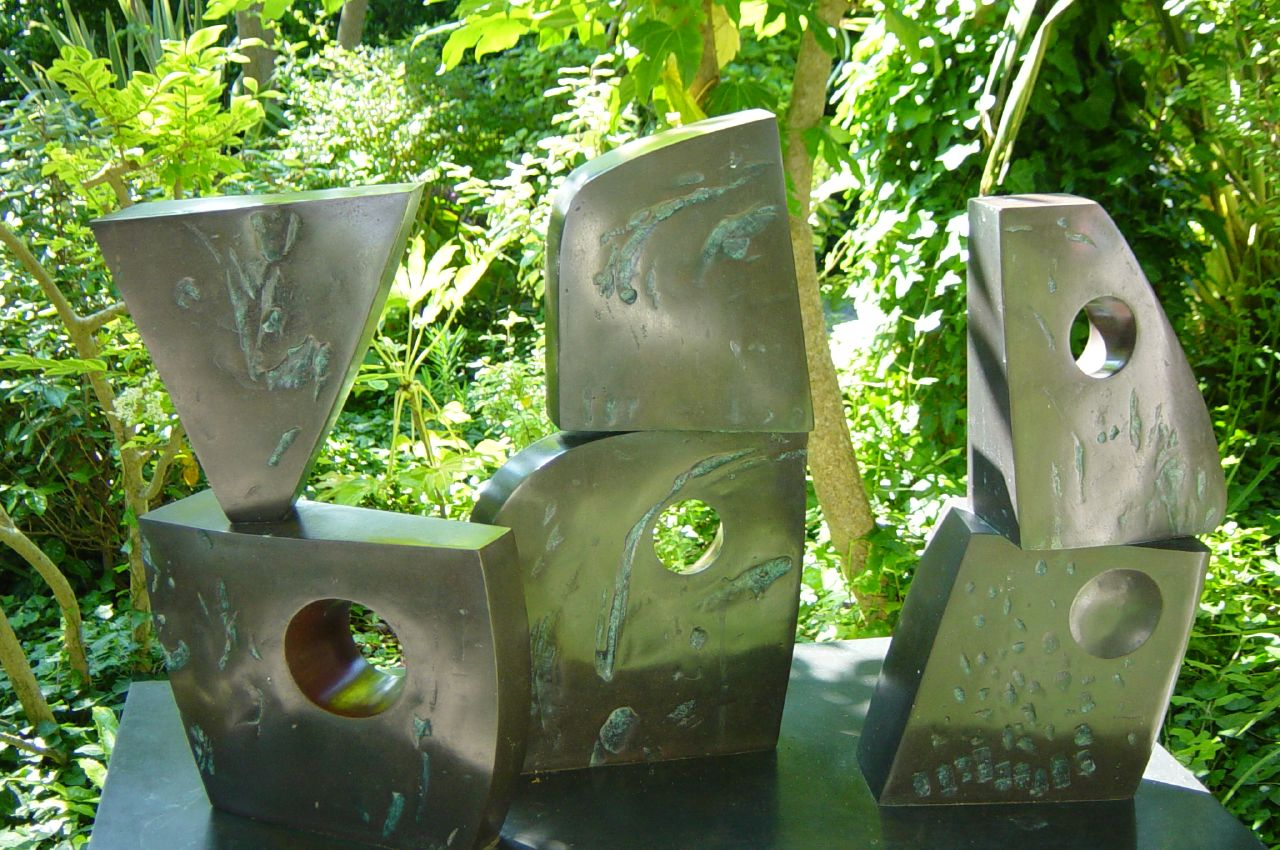
Barbara Hepworth Museum and Sculpture Garden

Tate St Ives is een museum in St Ives, Cornwall, Engeland, waar werk wordt tentoongesteld van modern-klassieke en hedendaagse Engelse kunstenaars, inclusief werk van de zogenaamde St Ives School. 
Tate St Ives maakt deel uit van de Tate-groep, waartoe ook Tate Britain en Tate Modern in Londen en Tate Liverpool in Noord-Engeland behoren.

## Het gebouw
Het gebouw telt drie verdiepingen en is ontworpen door de architecten Evans and Shaleff. Het museum ligt op het terrein van de voormalige gasfabriek en kijkt uit over het Porthmeor Beach. Het werd in 1993 voor het publiek opengesteld en was het tweede regionale museum van de Tate Gallery. De Tate-organisatie had evenwel al eerder bemoeienis met St Ives en wel via het management van het Barbara Hepworth Museum and Sculpture Garden, dat werd geopend in 1980.
Recentelijk werd een nieuwe uitbreiding van het museum voorgesteld om het groeiende aantal bezoekers het hoofd te bieden, en tevens de educatieve kant meer ruimte te bieden, alsmede in meer expositieruimte te voorzien voor grotere kunstwerken. Tegen de plannen bestaat evenwel forse lokale oppositie. 

## 'St Ives School'
In 1920 werd door Bernard Leach en Shoji Hamada een pottenbakkerij opgezet in St Ives, waardoor een eerste verbinding ontstond  tussen St Ives en de internationale twintigste-eeuwse kunststromingen. 
In 1928 vond een belangrijke ontmoeting plaats tussen Alfred Wallis, Ben Nicholson en Christopher Wood. Dit was het startsein voor de ontwikkeling van de kust van Cornwall, en in het bijzonder de plaats St Ives, als kunstenaarskolonie. 
Met het uitbreken van de Tweede Wereldoorlog in 1939 vestigden Ben Nicholson, Barbara Hepworth en Naum Gabo zich in St Ives. Zij werden daarmee een vooruitgeschoven post van de abstracte avant-garde-beweging in West Cornwall. Het is bekend dat ook een kunstenaar als Piet Mondriaan er een periode heeft vertoefd.
Nadat de oorlog was beëindigd, verscheen een geheel nieuwe generatie op het toneel, waaronder Peter Lanyon, John Wells, Roger Hilton, Bryan Wynter, Patrick Heron, Terry Frost en Wilhelmina Barns-Graham.
Tate St Ives tracht zowel de geschiedenis van de kunst in St Ives van de twintigste eeuw te conserveren als nieuwe werken tentoon te stellen van kunstenaars die verder weg hun atelier hebben. Het artist in residence-programma van het museum is dan ook bedoeld om de beroepservaring van kunstenaars die wonen en werken in heel Cornwall verder te ontwikkelen.